# Ronde van Frankrijk 2011/Tiende etappe
De tiende etappe van de Ronde van Frankrijk 2011 werd verreden op 12 juli 2011 over een afstand van 158 kilometer tussen Aurillac en Carmaux.

## Verloop
Een zestal renners (met de Fransen Rémy Di Grégorio, Sébastien Minard, Arthur Vichot, Julien El Fares en Anthony Delaplace en de Italiaan Marco Marcato) brachten al vroeg een ontsnapping op gang die tot 20 kilometer van de finish zou standhouden.
Weer deed zich een valpartij voor met onder meer een aantal bekende namen (Robert Gesink, Fabian Cancellara, Levi Leipheimer, Björn Leukemans en Juan Antonio Flecha), maar ze konden allen hun weg verderzetten.
Op 20 kilometer van de finish trok Omega Pharma-Lotto het peloton op gang, wat het einde van de vlucht inluidde.
Er waren nog enkele uitvallen van onder meer Tony Gallopin, Philippe Gilbert, Dries Devenyns, Tony Martin en Thomas Voeckler. Uiteindelijk kwam alles toch terug bijeen.
Mark Cavendish trok de spurt iets te vroeg aan, waarbij André Greipel zijn lang verwachte kans op een zege in een touretappe greep.
| Tussensprint Maurs na 37,5 km |                   |        |
| Plaats                        | Naam              | Punten |
| Winnaar                       | Arthur Vichot     | 20     |
| 2                             | Anthony Delaplace | 17     |
| 3                             | Sébastien Minard  | 15     |

| Beklimming Côte de Figeac na 62,5 km | Beklimming Côte de Figeac na 62,5 km | Beklimming Côte de Figeac na 62,5 km | 3e cat. 2,3 km à 6 % | 3e cat. 2,3 km à 6 % |
| Plaats                               | Naam                                 | Naam                                 | Punten               |                      |
| Winnaar                              | Marco Marcato                        | Marco Marcato                        | 2                    |                      |
| 2                                    | Anthony Delaplace                    | Anthony Delaplace                    | 1                    |                      |

| Beklimming Côte de Loupiac na 70,5 km | Beklimming Côte de Loupiac na 70,5 km | Beklimming Côte de Loupiac na 70,5 km | 4e cat. 2,5 km à 4,1 % | 4e cat. 2,5 km à 4,1 % |
| Plaats                                | Naam                                  | Naam                                  | Punten                 |                        |
| Winnaar                               | Marco Marcato                         | Marco Marcato                         | 1                      |                        |

| Beklimming Côte de Villefranche-de-Rouergue na 99,5 km | Beklimming Côte de Villefranche-de-Rouergue na 99,5 km | Beklimming Côte de Villefranche-de-Rouergue na 99,5 km | 3e cat. 4,1 km à 5,9 % | 3e cat. 4,1 km à 5,9 % |
| Plaats                                                 | Naam                                                   | Naam                                                   | Punten                 |                        |
| Winnaar                                                | Marco Marcato                                          | Marco Marcato                                          | 2                      |                        |
| 2                                                      | Sébastien Minard                                       | Sébastien Minard                                       | 1                      |                        |

| Beklimming Côte de Mirandol-Bourgnounac na 143 km | Beklimming Côte de Mirandol-Bourgnounac na 143 km | Beklimming Côte de Mirandol-Bourgnounac na 143 km | 4e cat. 3,9 km à 4,1 % | 4e cat. 3,9 km à 4,1 % |
| Plaats                                            | Naam                                              | Naam                                              | Punten                 |                        |
| Winnaar                                           | Thomas Voeckler                                   | Thomas Voeckler                                   | 1                      |                        |

## Uitslagen
| Rituitslag |                    |                             |          |
| Plaats     | Naam               | Ploeg                       | Tijd     |
| Winnaar    | André Greipel      | Omega Pharma-Lotto          | 3u31'21" |
| 2          | Mark Cavendish     | Team HTC-High Road          | z.t.     |
| 3          | José Joaquín Rojas | Team Movistar               | z.t.     |
| 4          | Thor Hushovd       | Team Garmin-Cervélo         | z.t.     |
| 5          | Romain Feillu      | Vacansoleil-DCM             | z.t.     |
| 6          | Daniel Oss         | Liquigas-Cannondale         | z.t.     |
| 7          | Sébastien Hinault  | AG2R-La Mondiale            | z.t.     |
| 8          | Borut Božič        | Vacansoleil-DCM             | z.t.     |
| 9          | Geraint Thomas     | Sky ProCycling              | z.t.     |
| 10         | Samuel Dumoulin    | Cofidis, le crédit en ligne | z.t.     |
|            |                    |                             |          |
| 14         | Philippe Gilbert   | Omega Pharma-Lotto          | z.t.     |
| 28         | Rob Ruijgh         | Vacansoleil-DCM             | z.t.     |

| Strijdlustigste renner |               |                 |
|                        | Naam          | Ploeg           |
|                        | Marco Marcato | Vacansoleil-DCM |

## Klassementen
| Algemeen Klassement |                   |                    |           |
| Plaats              | Naam              | Ploeg              | Tijd      |
| Gele trui           | Thomas Voeckler   | Team Europcar      | 42u06'32" |
| 2                   | Luis León Sánchez | Rabobank           | op 01'49" |
| 3                   | Cadel Evans       | BMC Racing Team    | op 02'26" |
| 4                   | Fränk Schleck     | Team Leopard-Trek  | op 02'29" |
| 5                   | Andy Schleck      | Team Leopard-Trek  | op 02'37" |
| 6                   | Tony Martin       | Team HTC-High Road | op 02'38" |
| 7                   | Peter Velits      | Team HTC-High Road | z.t.      |
| 8                   | Andreas Klöden    | Team RadioShack    | op 02'43" |
| 9                   | Philippe Gilbert  | Omega Pharma-Lotto | op 02'55" |
| 10                  | Jakob Fuglsang    | Team Leopard-Trek  | op 03'08" |
|                     |                   |                    |           |
| 15                  | Robert Gesink     | Rabobank           | op 04'01" |

| Ploegenklassement |                     |            |
| Plaats            | Ploeg               | Tijd       |
|                   | Team Europcar       | 115'03'31" |
| 2                 | Team Leopard-Trek   | op 00'32"  |
| 3                 | Team RadioShack     | op 01'02"  |
| 4                 | Rabobank            | op 01'18"  |
| 5                 | Team Garmin-Cervélo | op 01'50"  |
| 6                 | AG2R-La Mondiale    | op 04'23   |
| 7                 | Team Katjoesja      | op 04'40"  |
| 8                 | Team HTC-High Road  | op 04'55"  |
| 9                 | Quick Step          | op 6'14"   |
| 10                | Omega Pharma-Lotto  | op 7'45"   |

## Nevenklassementen
| Puntenklassement |                    |                    |        |
| Plaats           | Naam               | Ploeg              | Punten |
| Groene trui      | Philippe Gilbert   | Omega Pharma-Lotto | 226    |
| 2                | José Joaquín Rojas | Team Movistar      | 209    |
| 3                | Mark Cavendish     | Team HTC-High Road | 197    |
|                  |                    |                    |        |
| 32               | Lieuwe Westra      | Vacansoleil-DCM    | 32     |

| Bergklassement |                    |                    |        |
| Plaats         | Naam               | Ploeg              | Punten |
| Bolletjestrui  | Johnny Hoogerland  | Vacansoleil-DCM    | 22     |
| 2              | Thomas Voeckler    | Team Europcar      | 17     |
| 3              | Tejay van Garderen | Team HTC-High Road | 5      |
|                |                    |                    |        |
| 9              | Philippe Gilbert   | Omega Pharma-Lotto | 2      |

| Jongerenklassement |                   |                             |           |
| Plaats             | Naam              | Ploeg                       | Tijd      |
| Witte trui         | Robert Gesink     | Rabobank                    | 38'39'12" |
| 2                  | Rein Taaramäe     | Cofidis, le crédit en ligne | + 00'51"  |
| 3                  | Arnold Jeannesson | Française des Jeux          | + 01'20"  |
|                    |                   |                             |           |
| 28                 | Romain Zingle     | Cofidis, le crédit en ligne | + 45'00"  |

## Opgaven
- Aleksandr Kolobnev (Team Katjoesja), niet gestart wegens positieve dopingcontrole in de 5e etappe.[1]
- Jaroslav Popovytsj (Team RadioShack), niet gestart wegens ziekte

1e etappe ·
2e etappe ·
3e etappe ·
4e etappe ·
5e etappe ·
6e etappe ·
7e etappe ·
8e etappe ·
9e etappe ·
10e etappe ·
11e etappe ·
12e etappe ·
13e etappe ·
14e etappe ·
15e etappe ·
16e etappe ·
17e etappe ·
18e etappe ·
19e etappe ·
20e etappe ·
21e etappe
Startlijst · Eindstanden · Afbeeldingen